# Giovanni Michele Spaur

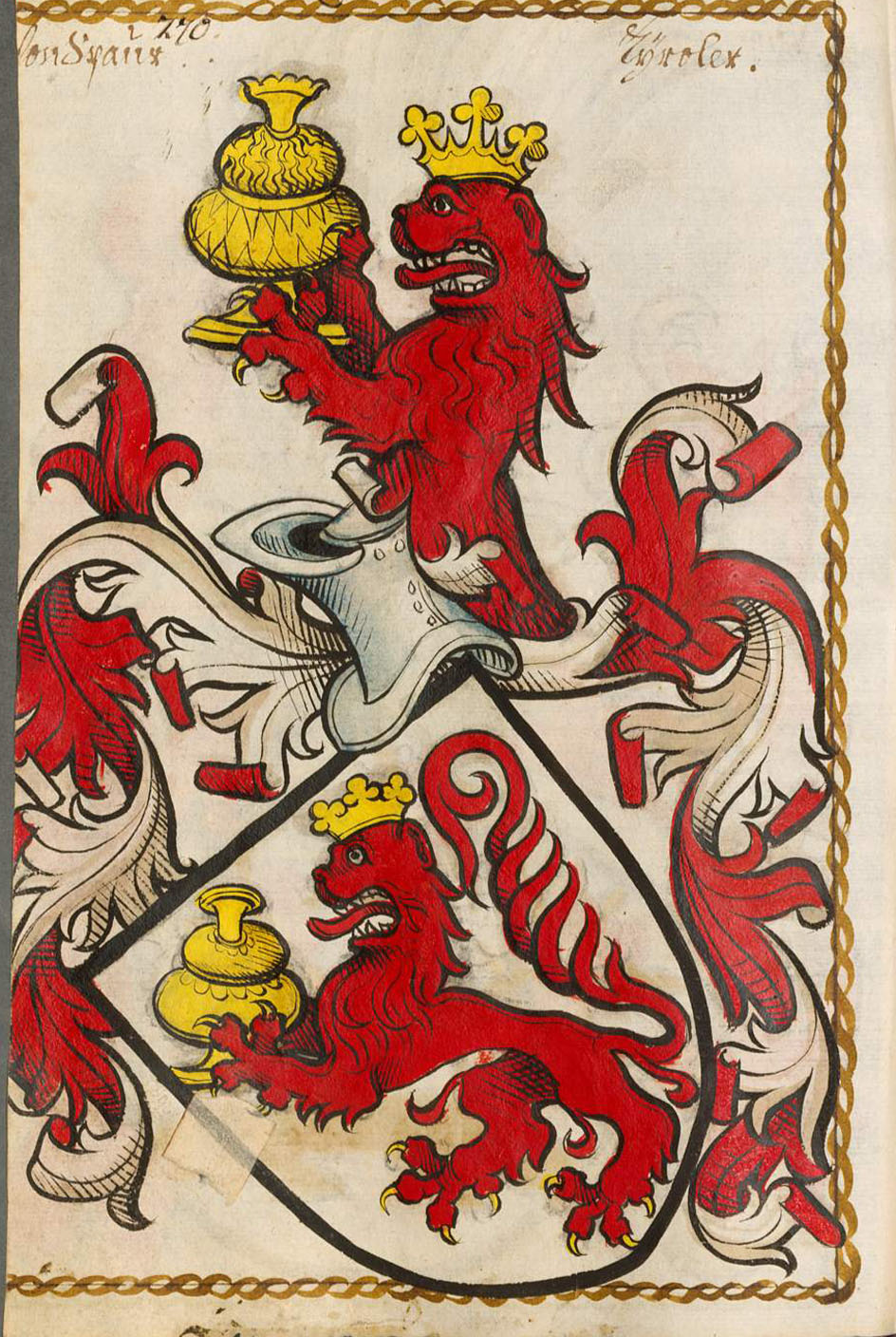
Stemma Spaur

Giovanni Michele Spaur (in tedesco: Johann Michael von Spaur und Valör; Mezzolombardo, 7 luglio 1638 – Trento, 22 aprile 1725) è stato un vescovo cattolico italiano.

## Biografia
Giovanni Michele, conte di Spaur e Valer, veniva da una famiglia nobile tirolese; i suoi genitori erano Johann Anton von Spaur und Valör e Maria Judith, contessa d'Arsio. Fu ammesso al capitolo della cattedrale di Trento nel 1662 ed ordinato l'anno seguente. Rappresentò più volte il capitolo della cattedrale e il vescovo al parlamento statale tirolese. Divenne vicario di Mezzocorona nel 1689. L'8 marzo 1696 fu eletto vescovo di Trento, confermato da papa Innocenzo XII. Ricevette la consacrazione episcopale il 19 ottobre 1696.
Visitò frequentemente la diocesi e provvide alla disciplina del clero. Nel 1715 introdusse i rituali Romanum nella diocesi. Il suo nepotismo suscitò malcontento: nominò il nipote Johann Michael Wenzel vescovo ausiliare di Trento, ma non era riuscito a definirlo come suo successore al capitolo della Cattedrale.
Morì il 22 aprile 1725 a Trento e fu sepolto nella cattedrale della città.

## Genealogia episcopale e successione apostolica
La genealogia episcopale è:
- Arcivescovo Filippo Archinto
- Papa Pio IV
- Cardinale Giovanni Antonio Serbelloni
- Vescovo Giacomo Rovellio
- Cardinale Carlo Gaudenzio Madruzzo
- Vescovo Anton Crosini von Bonporto
- Vescovo Jesse Perghoffer
- Vescovo Paulinus Mayr
- Vescovo Wilhelm von Vintler von Runkelstein
- Vescovo Johann Franz von Khuen zu Liechtenberg
- Vescovo Giuseppe Vittorio Alberti d'Enno
- Vescovo Georg Sigismund von Sinersberg
- Vescovo Giovanni Michele Spaur

La successione apostolica è:
- Vescovo Johann Michael Wenzel von Spaur (1722)